# Cyanure (rappeur)
Pour les articles homonymes, voir Cyanure.
Cyanure, de son vrai nom Thierry Santacruz, est un rappeur français. Il appartient au groupe français ATK, dans lequel il compose entre 1995 et 2008. Il contribue également aux collectifs de rap L'Atelier et Le Klub des 7. Son flow, sa voix particulière et surtout la qualité de ses textes en font un acteur majeur de la scène hip-hop française depuis le milieu des années 1990.

## Biographie
Cyanure est initialement attiré par le graffiti en 1987. Après avoir découvert en 1988, les émissions de Radio Nova avec Lionel D et Dee Nasty, il se met à écrire ses premiers textes. Au début des années 1990, il fait la rencontre d'Axis et Kesdo sur un terrain de basketball et rejoint leur formation rebaptisée avec son arrivée, Section Lyricale, et plus tard ATK, un acronyme pour « Avoue que Tu Kiffes » comme il l'explique, qui devient un collectif d'une vingtaine d'artistes. La majeure partie des membres ayant quitté ATK, seuls sept membres restent : Axis, Antilop, Test, Fredy K., Freko, Tacteel, et Cyanure. 
Concernant le fait qu'il n'ait sorti aucun maxi ou album solo, Cyanure explique que : « [...] comme je continuais mes études je ne pouvais pas vraiment me lancer sur un projet solo. Et puis, surtout, le solo, ce n'est pas un truc que je ressentais forcément à l'époque. Il s'est imposé à moi même si je roule beaucoup avec Freko et que notre binôme est resté intact. Et puis techniquement, je pense que j'ai encore de gros progrès à faire, je ne rappe pas encore totalement comme je le voudrais... »
Après le deuxième album d'ATK, Cyanure devient chargé de promotion web du label Jive Epic.